# Уставна монархија
Уставна монархија је облик монархијске владавине установљен уставним системом који прихвата изабраног или наследног монарха као шефа државе. Модерне уставне монархије обично примењују концепт поделе моћи где је монарх или носилац извршне власти или има само церемонијалну улогу. Монархија у којој монарх има апсолутну власт назива се апсолутистичка монархија. 
Као најочигледнији пример уставне монархије, бројни аутори, узимају британски парламентаризам и то из више разлога: 1) с обзиром да је Велика Британија била највећа колонијална сила, свој политички систем наметнула је и својим колонијама (од којих су неке и данас задржале тај систем попут Аустралије, Канаде и слично и 2) због дуге традиције која је у британском начину размишљања све, а „све ствари се мере по дужини и респектабилности сопствене традиције".
Дакле, британски парламентаризам би се могао сврстати у систем сарадње власти који постоји у уставној монархији, уз традиционални утицај и смењивање на власти две најјаче политичке партије и уз традиционално развијен систем грађанских и политичких права и основних слобода. У Британији никада није постојао (нити сада постоји) писани устав у класичном смислу те речи. Ова монархија функционише као уставна на бази одредаба бројних повеља, конвенција, парламентарних и судских одлука, уговора и других правних аката из историје који се односе на систем владавине, положај и права монарха и других институција власти.
За разумевање функционисања британског облика уставне монархије, неопходно је упознати се са најважнијим периодима њеног развоја, као и са еволуцијом и трансформацијом њених основних политичких институција власти. Укратко речено, историја Британије представља историју борбе различитих друштвених слојева за владавину права, а против апсолутистичке власти монарха. У том смислу се као први стварни демократски правни акт у историји модерних друштава уопште, помиње енглеска Велика Повеља Слободе (Magna charta libertatum) из 1215. године. Ова повеља, проглашена од стране краља Јована без Земље, у ствари представља компромис енглеског краља и великаша којим се ограничавају нека права монарха и успостављају права контроле и претходне сагласности виших сталежа са уредбама владара. Дакле, Велика повеља је значајна као први акт и темељ политичког процеса еволуције од апсолутизма ка парламентаризму, тј. од јаке краљевске власти ка представничком систему у Британији.
Следећи важан корак ка успостављању уставне монархије и ограничењу апсолутне власти краља у Британији, било је усвајање Закона о баронима исте године када је усвојена и Велика повеља (1215. године), што је за један слој британског друштва (грофове и високу аристократију) значило заштиту од неконтролисаних захвата енглеског краља у поседе барона. Међутим, оба ова акта (премда су имала значај у заштити „друштвених“ интереса једног слоја друштва - аристократије), имала су ограничен домет јер се нису штитила интересе ширих народних маса. Важан уставноправни посао утврђивања и изградње правних основа монархистичког уређења у Британији настављен је много касније, усвајањем значајних докумената - Петиције о правима (1628), Habeas Corpus Act-a (1679) и Закон о правима (1689). Тим актима назирао се зачетак будућег британског парламентаризма, јер је успостављен Дом лордова и Дом комуна који, у мање-више непромењеном облику, постоје и данас у Британији. Такође, дефинитивно је укинуто и дотадашње краљево право на вето (у XVIII веку), чиме се Парламенту обезбеђује централна позиција у области доношења закона, тј. његова законодавна власт.
Концепт полууставног монарха идентификује уставне монархије у којима монарх задржава значајна овлашћења, на нивоу председника у председничком или полупредседничком систему. Као резултат тога, уставне монархије у којима монарх има углавном церемонијалну улогу могу се такође назвати парламентарним монархијама како би се разликовале од полууставних монархија.

## Историја
Најстарија уставна монархија која датира из античких времена била је она коју су имали Хетити. Они су били древни анадолски народ који је живео током бронзаног доба чији је краљ делио своју власт са скупштином званом Панку, што је било еквивалентно савременој саветодавној скупштини или законодавном телу. Чланови Панкуа су потицали из географски расутих племићких породица, и деловали су као представници својих поданика у ађутантном или субалтерном пејзажу федералног типа.

### Уставна и апсолутна монархија

#### Енглеска, Шкотска и Уједињено Краљевство
У Краљевини Енглеска, Славна револуција из 1688. је унапредила уставну монархију, ограничену законима као што су Повеља о правима из 1689. и Закон о наслеђивању из 1701. године, иако је први облик устава донет још са Великом повељом слободе из 1215. године. У исто време, у Шкотској је Конвенција о поседима донела Закон о потраживању права из 1689, који је поставио слична ограничења шкотској монархији.
Краљица Ана је била последњи монарх који је ставио вето на закон парламента када је 11. марта 1708. блокирала Закон о шкотској милицији. Међутим, хановерски монарси су наставили да селективно диктирају владину политику. На пример, краљ Џорџ III је константно блокирао католичку еманципацију, што је на крају изазвало оставку Вилијама Пита млађег на позицију премијера 1801. године. Утицај суверена на избор премијера постепено је опадао током овог периода. Краљ Вилијам IV је био последњи монарх који је сменио премијера, када је 1834. сменио лорда Мелбурна као резултат Мелбурновог избора лорда Џона Расела за вођу Доњег дома. Краљица Викторија је била последњи монарх који је имао стварну личну моћ, али се то смањило током њене владавине. Године 1839, постала је последњи суверен који је задржао премијера на власти против воље парламента када је Бедчембарска криза резултирала задржавањем администрације лорда Мелбурна. До краја своје владавине, међутим, није могла да учини ништа да блокира неприхватљиве (за њу) премијерске функције Вилијема Гледстона, иако је и даље имала власт приликом именовања у кабинету. На пример, 1886. године ставила је вето на Гледстонов избор Хјуа Чајлдерса за војног секретара у корист сер Хенрија Кембел-Банермана.
Данас је улога британског монарха по конвенцији ефективно церемонијална. Британски парламент и влада – углавном у уреду премијера Уједињеног Краљевства – врше своја овлашћења под „краљевским (или крунским) прерогативом“: у име монарха и преко овлашћења која монарх још увек формално поседује.
Нико не може прихватити значајну јавну функцију без заклетве на верност краљу. Уз неколико изузетака, монарх је уставном конвенцијом обавезан да поступа по савету Владе.